# Reporter
Pour les articles homonymes, voir Reporter (homonymie), Reporters et The Reporter.
Pour l’article ayant un titre homophone, voir Reporterre.
Un reporter (emprunt, en anglais « celui qui relate »), ou reporteur (forme francisée, au féminin reportrice), est un journaliste dont le métier consiste à faire la relation d'événements liés à l'actualité, en se rendant le plus souvent sur les lieux mêmes où ils se déroulent.

## Définitions
On distingue plusieurs types de reporters.
- Le reporter est un journaliste qui se rend sur le terrain pour faire une enquête et écrire ou produire un reportage. Dans la presse écrite, plusieurs reporters peuvent collaborer à une même enquête ; ce document peut éventuellement être rédigé par un autre journaliste.
- Le grand reporter, titre honorifique et statut administratif utilisé dans les entreprises de presse et les médias français suggérant notamment une certaine ancienneté dans le métier ou une certaine notoriété. Journaliste produisant le plus souvent des reportages ou enquêtes de caractère personnel sur des sujets pouvant dépasser le cadre de l’actualité immédiate mais pouvant aussi s’y rapporter[2]. Cette désignation ne concerne pas strictement les reporters sur le terrain, mais également des journalistes spécialisés.
- Le reporter-photographe (ou photo-reporter) est un photographe qui réalise des images photographiques, mais parfois aussi vidéos, pour illustrer l'actualité dans le cadre d'un reportage ;
- Le journaliste reporter d'images, ou JRI, qui cumule les fonctions de reporter et de cadreur. Ce journaliste est donc également chargé de rapporter des images vidéos ;
- Le correspondant local de presse, ou CLP, qui s'occupe à long terme de rendre compte de l'actualité d'une zone géographique précise (ville, province, État, etc.) où il est installé ;
- Le reporter de guerre, spécialisé dans la couverture des conflits armés[3].

## Mission

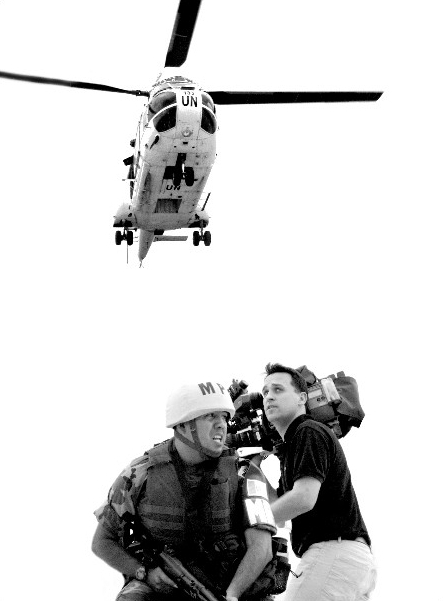
Un journaliste reporter d'images lors d'une mission de la MINUSTAH en 2006.

Le reporter est un journaliste de terrain. Il recueille sur place des informations et, selon le cas, les met en forme lui-même ou transmet le résultat de son travail à ses collègues ou confrères - journalistes dits de bureau - qui élaborent le document qui sera diffusé, texte ou reportage cinématographique. En français, le terme est utilisé pour la première fois par Stendhal en 1829.
Un reportage est, à l'origine, un article d'information sur un sujet donné, généralement agrémenté de photographies prises sur le terrain. Selon le type de média, le reportage peut aussi être radiophonique ou télévisé. Le reportage n'a pas pour objectif de rendre compte d'une situation globale mais se borne à illustrer un événement ponctuel en respectant une unité de lieu, de temps ou de problématique et ainsi malgré les conditions.
Au cours d'un reportage, le reporter recueille les faits, les observations des témoins, recoupe ses sources et fait le point sur une problématique. La caractéristique première d'un reportage est l'ambiance dont va rendre compte le journaliste. Les descriptions, les atmosphères et les sensations subjectives du reporter ou de ses témoins ont pour vocation d'illustrer un phénomène et d'en rendre compte autrement que par l'analyse des faits.